# Boúzion (ort i Grekland)
Boúzion (Bouzi) är en ort i Grekland.   Den ligger i prefekturen Nomós Aitolías kai Akarnanías och regionen Västra Grekland, i den centrala delen av landet, 210 km väster om huvudstaden Aten. Boúzion ligger 42 meter över havet och antalet invånare är 115.
Terrängen runt Boúzion är varierad.Runt Boúzion är det ganska tätbefolkat, med 86 invånare per kvadratkilometer. Närmaste större samhälle är Agrínio, 2,8 km norr om Boúzion. Trakten runt Boúzion består till största delen av jordbruksmark.